# Sturminster Newton
Sturminster Newton est une ville dans le Dorset en Angleterre, il est situé dans le district de North Dorset. Située à 26 kilomètres de Dorchester. Sa population est de 2317 habitants (2001). Dans Domesday Book de 1086, il a été énuméré comme Newentone.

## Culture
Il y a un Boogie Woogie Festival chaque année (sauf 2020).

## Jumelage

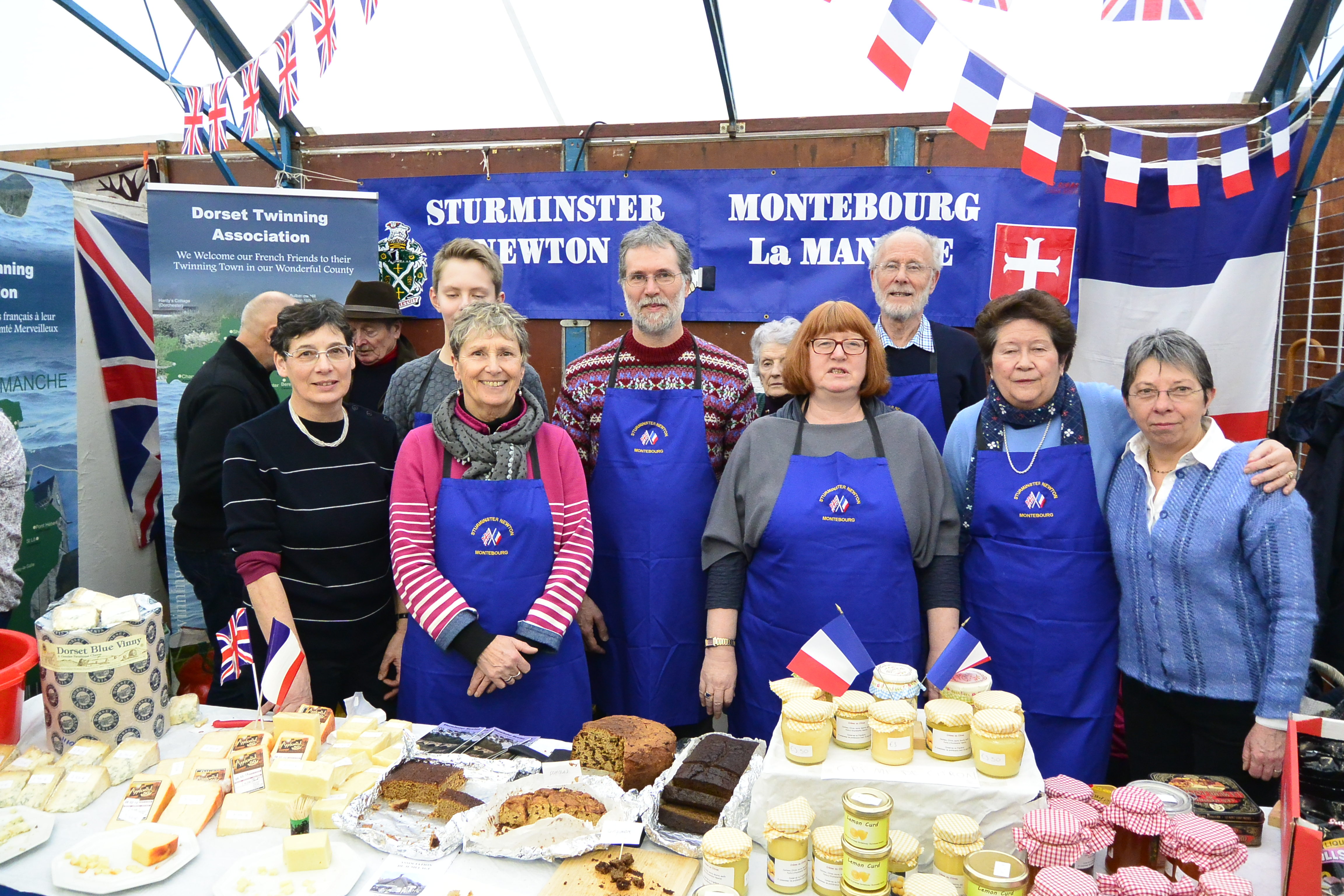
Comité de jumelage Sturminster Newton.

- Montebourg (France) depuis 1994[5]